# Antisemitismus ohne Juden
Antisemitismus ohne Juden beschreibt die Tatsache, dass auch in Gegenden ohne jüdische Bevölkerung Antisemitismus besteht oder sogar stärker ausgeprägt sein kann als in Regionen mit einer jüdischen Gemeinde. Antisemitismus beginnt demzufolge nicht erst dort, wo jüdische Personen angegriffen werden, sondern bereits in der Verbreitung von antisemitischen Symbolen in Bildern und Sprache.
Der Begriff bezeichnet zugleich eine Form von Feindschaft gegen Juden, die nicht immer in expliziter Form auf traditionelle Feindbildmuster des Antisemitismus zurückgreift. „Antisemitismus ohne Juden“ deckt damit ein sehr weites Spektrum der Judenfeindlichkeit ab.

## Begriffsbildung
Antisemitismus macht eine ständige Wandlung durch und erscheint in jeder Epoche in neuer Form.
Paul Lendvai prägte für den Antisemitismus der Gegenwart den Begriff des „Antisemitismus ohne Juden“, der statt direkter Verfolgung verschleierte Attacken bevorzuge. Der traditionelle Antisemitismus kleide sich beispielsweise in die Maske des so genannten Antizionismus, was das Wachrütteln verschiedener Ressentiments in gleicher Weise ermöglicht.
Ergänzend kann man darauf hinweisen, dass der Begriff „Semiten“ sich nicht allein auf die Juden bezieht. Eine Gruppe der afroasiatischen Sprachfamilie, darunter Arabisch und Hebräisch, wird seit dem späten 18. Jahrhundert als semitische Sprachen bezeichnet, da angenommen wurde, dass ihre Angehörigen vom biblischen Sem, einem der Söhne Noahs, abstammen. Das Konstrukt „Semit“ wurde von Sprachwissenschaftlern und Orientalisten zunehmend als Gegenentwurf zu den Konstrukten „Indogermane“ bzw. „Arier“ verwendet. Aus dieser Theorie der Gegensätzlichkeit entwickelten sich Begriff und Ideologie des Antisemitismus im späten 19. Jahrhundert. Dieser richtete sich jedoch explizit gegen Juden, unabhängig von ihrer Muttersprache, und nicht gegen alle Sprecher semitischer Sprachen. Dagegen argumentiert Edward Said in seinem Buch Orientalismus, dass nach dem Zweiten Weltkrieg antisemitische Vorstellungen und Klischees auf Araber angewandt wurden (siehe Araberfeindlichkeit; Überschneidung mit Islamfeindlichkeit). Dafür spräche auch, dass in antisemitischen Schriften des späten 19. und frühen 20. Jahrhunderts, wie in Adolf Hitlers Gutachten über den Antisemitismus, Juden als „orientalisch“ und damit „wesensmäßig“ entgegengesetzt den Europäern dargestellt wurden.

## Beispiel Japan
Die  Leugnung des Holocaust findet auch Anhänger in Japan, einem Land, in dem traditionell fast gar keine  Juden leben. Eine Zeitschrift namens Marco Polo hatte im Januar 1995 anlässlich des 50. Jahrestags der Befreiung des KZ Auschwitz einen den Holocaust leugnenden Artikel veröffentlicht. Die darauf folgenden Proteste erwirkten die Entlassung des Chefredakteurs und Einstellung der Zeitschrift (siehe Fall Marco Polo).

## Belege
1. ↑  Paul Lendvai: Antisemitism without Jews. Doubleday, Garden City 1971 (in deutscher Übersetzung: Antisemitismus ohne Juden. Entwicklungen und Tendenzen in Osteuropa. Europa, Wien 1972)
2. ↑  NS-Archiv: Hitlers „Gutachten zum Antisemitismus“. Abgerufen am 21. Januar 2021.
3. ↑  Berliner Antisemitismusstreit. doi:10.1163/2468-2845_ejgk_com_0082.